# Andreas av Kreta
Andreas av Kreta, född omkring 660 i Damaskus, död 4 juli 740 på Lesbos, var en bysantinsk munk och teologisk författare, och vördas som helgon i de ortodoxa kyrkorna och i Romersk-katolska kyrkan.
Andreas begav sig som femtonårig till Jerusalem och inträdde där i kloster som munk i vilken egenskap han ådrog sig erkännande. Han sändes av biskopen i Jerusalem som sändebud till den bysantinske kejsaren Konstantin IV och var så lyckosam i sitt uppdrag att han blev kvar i Konstantinopel, där han blev diakon. Slutligen utsågs han till biskop av Gortyn på Kreta.
Andreas av Kreta är särskilt känd för sin liturgiska diktning. Han introducerade den liturgiska hymnformen kanon. På svenska finns Stora kanon: såsom den läses under första veckan i stora fastan (översättning och tolkning: Benedikt Pohjanen, Artos, 2016).

### Webbkällor
- ”St. Andrew of Crete”. Catholic Encyclopedia. New Advent. https://www.newadvent.org/cathen/01473b.htm. Läst 4 juli 2020.

- ”Sant'Andrea di Creta (di Gortina), vescovo”. Santi e Beati. http://www.santiebeati.it/Detailed/92517.html. Läst 4 juli 2020.